# Chirvan (Chamakhi)
Pour les articles homonymes, voir Chirvan.
Chirvan est un village de la région de Şamaxı en Azerbaïdjan.

## Histoire
Le nok ancien du village est Khoylou.

## Géographie
Le village de Chirvan de la région de Şamaxı est situé dans la circonscription administrative du village de Gunachli.

## Économie
La principale occupation de la population du village est l'agriculture et l'élevage.

## Population
Selon les statistiques de 2009, la population du village est de 419 personnes.